# Hedingia albicans
Hedingia albicans är en sjögurkeart. Hedingia albicans ingår i släktet Hedingia och familjen Caudinidae. Inga underarter finns listade i Catalogue of Life.